# Jessica Van de steene
Jessica Van de steene (Gent, 24 mei 1983) is een Belgische voormalige atlete, die gespecialiseerd was in het hink-stap-springen en het verspringen. Zij veroverde vijf Belgische titels.

## Biografie
Van de steene veroverde in 2004 de indoortitel in het verspringen en de outdoortitel in het hink-stap-springen. Het jaar nadien veroverde ze de indoortitel in het hink-stap-springen en de outdoortitels in beide springnummers.

### Clubs
Van de steene was aangesloten bij Racing Club Gent, stapte in 2003 over naar AA Gent en keerde in 2006 terug naar Racing Club Gent. Tussen november 2005 en eind 2006 was ze professioneel atlete bij Atletiek Vlaanderen.

## Persoonlijke records
Outdoor
| Onderdeel          | Prestatie | Wind     | Datum        | Plaats  |
| ------------------ | --------- | -------- | ------------ | ------- |
| verspringen        | 6,18 m    | +0,1 m/s | 10 juli 2005 | Brussel |
| hink-stap-springen | 13,08 m   | +1,4 m/s | 10 juli 2005 | Brussel |

Indoor
| Onderdeel          | Prestatie | Datum            | Plaats |
| ------------------ | --------- | ---------------- | ------ |
| verspringen        | 6,01 m    | 22 februari 2004 | Gent   |
| hink-stap-springen | 12,63 m   | 22 februari 2004 | Gent   |

## Palmares

### verspringen
- 2004:  BK AC indoor  – 6,01 m
- 2004:  BK AC – 5,95 m
- 2004:  BK BEL
- 2005:  BK AC indoor – 5,89 m
- 2005:  BK AC – 6,18 m
- 2005:  BK BEL
- 2006:  BK AC indoor – 5,81 m

### hink-stap-springen
- 2002:  BK indoor AC – 12,05 m
- 2002:  BK AC – 12,11 m
- 2003:  BK AC – 12,52 m
- 2004:  BK indoor AC – 12,63 m
- 2004:  BK AC – 12,54 m
- 2004:  BK BEL
- 2005:  BK indoor AC – 12,01 m
- 2005:  BK AC – 13,08 m
- 2005:  BK BEL
- 2006:  BK AC – 12,19 m
- 2007:  BK AC – 12,26 m